# Vavro Hajdů
Vavro Hajdů (Senica, Eslovaquia, 8 de agosto de 1913  - Múnich, Alemania, 15 de julio de 1977) fue un político comunista checoslovaco, miembro del ejército checoslovaco, representante de Checoslovaquia en las Naciones Unidas, viceministro de Asuntos Exteriores de Vladimír Clementis.

## Biografía
Nació en 1913 en Senica, Eslovaquia en una familia judía. Estudió en el Masaryk Real Gymnasium y luego en la Facultad de Derecho de la Universidad Charles en Bratislava. Después de sus estudios fue asistente legal. Posteriormente trabajó en el despacho de abogados de Vladimír Clementis, con quien emigró a Francia en 1939.
Comenzó su colaboración con los comunistas antes de 1939. Después del 15 de marzo de 1939, fue arrestado por sus actividades comunistas y luego emigró a Francia, donde colaboró con otros emigrantes, por ejemplo, Vladimír Clementis y Maria Švermová. Desarrolló sus actividades como miembro de una célula comunista en el ejército checoslovaco. Tras la derrota de Francia, se trasladó a Inglaterra con su unidad, donde fue recluido en un campo de internamiento por su participación en la Rebelión de Cholmondeley. Después de 8 meses, se reincorporó al ejército checoslovaco y continuó trabajando en una célula comunista. Después de su lesión y posterior retiro del ejército, trabajó no solo en el Ministerio de Relaciones Exteriores en Londres, sino que también dirigió la estación de radio checoslovaca allí. Según los recuerdos de un compañero de armas en ese momento, Vavro Hajdů abogó apasionadamente por la apertura del segundo frente. Sin embargo, no resultó herido, pero tras el traslado de su unidad a Francia a finales de agosto de 1944, no participó en los combates. Sería llevado de regreso a Inglaterra. No volvió a su unidad hasta el final de la guerra. 
Tras regresar a Checoslovaquia, empezó a trabajar, ya como miembro del Partido Comunista, en el Ministerio de Asuntos Exteriores en Praga. Como líder o miembro de delegaciones checoslovacas, participó en conferencias internacionales, por ejemplo, en París, Londres, Belgrado o Varsovia. También fue jefe adjunto de la delegación checoslovaca en la ONU. También se desempeñó como Viceministro de Relaciones Exteriores. Hajdů recibió órdenes y honores checoslovacos e internacionales por su trabajo. Desde 1949 dirigió el departamento de derecho internacional de la Facultad de Derecho de la Universidad Charles. Tras su arresto en 1951 y posterior rehabilitación en 1956, trabajó en el Instituto de Estado y Derecho de la Academia de Ciencias de la República Checoslovaca. También trabajó como editor de una revista de derecho internacional. Por último, pero no menos importante, fue un reconocido experto en Alemania: participó en conferencias internacionales y publicó trabajos académicos sobre la cuestión alemana, así como trabajos sobre la seguridad europea.

### Proceso judicial
Fue uno de los juzgados y condenados en el Juicio Slánský. La sentencia del 27 de noviembre de 1952 acusó a Vavro Hajdů de espionaje y lo condenó a cadena perpetua. Otros 13 fueron acusados de traición, espionaje, sabotaje y traición militar, 11 de ellos fueron condenados a muerte. El resto recibió el mismo castigo que Hajdů. Los acusados no apelaron y su solicitud de clemencia no fue escuchada. Hajdů fue absuelto en 1956 y posteriormente rehabilitado, gracias a una denuncia del Fiscal General por violación de la ley
Murió en julio de 1977 en un viaje a Munich de un derrame cerebral

## En la cultura
Sobre el proceso Slánský, el director Costa-Gavras rodó el film L'Aveu (La Confesión) basado en el homónimo libro de Artur London, uno de los supervivientes del proceso, cuyo guion escribió Jorge Semprún. La película, estrenada en 1970, levantó una gran polémica. En 2000, Zuzana Justman rodó el documental A Trial in Prague dedicado al juicio.

## Obras publicadas
Durante su gestión en el Ministerio de Relaciones Exteriores editó 21 publicaciones de divulgación científica. 
También trató el tema de Alemania y la seguridad europea .
- Estatus legal de ambos estados alemanes
- La cuestión alemana 1945-1963
- El surgimiento y la posición de la República Democrática Alemana desde el punto de vista del derecho internacional

### Publicaciones
- Hajdu, Vavro – El surgimiento y la posición de la República Democrática Alemana desde el punto de vista del derecho internacional. Vamos, Vavro. En: Revisión eslava. Praga : Academia; Instituto de Lenguas y Literaturas de la Academia de Ciencias de Checoslovaquia ; Instituto de Historia de los Países Socialistas Europeos ČSAV 50, No. 5, ( 1964 ,) págs. 270–277.
- Blahoslav Zavadil; No éramos santos; JOTA Brno 1996; ISBN 8085617633 ; págs. 113-116
- HAJDŮ, Vavro. La cuestión alemana 1945-1963 . 1964 .
- HAJDŮ, Vavro. Estatus legal de ambos estados alemanes . Checoslovaquia, 1961 .